# Brygada ratunkowa
Brygada ratunkowa (ang. Third Watch) – amerykański serial telewizyjny, opowiadający losy pracowników połączonych ekip policjantów, strażaków i ratowników medycznych w Nowym Jorku, pracujących na tzw. trzecią zmianę, między godziną 15 a 23 (stąd oryginalny tytuł serialu, oznaczający właśnie trzecią zmianę). Serial emitowany był w amerykańskiej telewizji NBC w latach 1999–2005. W Polsce emitowały go TVN (ostatni odcinek w listopadzie 2005 r.), TVN 7 oraz AXN (koniec emisji w styczniu 2009 r.). Serial otrzymał wiele pochlebnych opinii za realizm i emocjonalny stosunek bohaterów do ich pracy. Razem nakręcono 6 sezonów.

## Obsada
- Coby Bell: Tyrone Davis, Jr.
- Kim Raver: Kimberly Zambrano
- Amy Carlson: Alexandra 'Alex' Taylor (2000–2003)
- Anthony Ruivivar: Carlos Nieto
- Jason Wiles: Maurice 'Bosco' Boscorelli
- Skipp Sudduth: John 'Sully' Sullivan
- Molly Price: Faith Yokas
- Bobby Cannavale: Bobby Caffey (1999–2001)
- Eddie Cibrian: Jimmy Doherty
- Michael Beach: Monte 'Doc' Parker
- Tia Texada: Maritza Cruz (2002–)
- Chris Bauer: Fred Yokas
- Sean Young: Nancy (2002)
- Roy Scheider: Fyodor Chevchencko (2002)
- Nia Long: Sasha Monroe (2003–)
- Bonnie Dennison: Emily Yokas (II) (2000–)
- Rachel Vasquez:
- Josh Stewart: Brendan Finney (2004–)
- Jeremy Bergman: Charlie Yokas
- Brad Beyer: Jason Christopher (2001–2002)
- Michael Rispoli: Jerry Mankowicz (1999–2002)
- John Michael Bolger: Porucznik Johnson (2000–2003)
- Julian Gamble: George Hancock (2002)
- Savannah Haske: Tatiana Deschenko Sullivan (2000–2002)
- Nahanni Johnstone: Nicole (2000)
- Derek Kelly: D.K.
- Eva LaRue Callahan: Brooke Carney (2000–2001)
- Joe Lisi: Porucznik Swersky (2001–)
- Saundra McClain: Mary Proctor (2000–)
- Lonette McKee: Maggie Davis (1999–)
- P.J. Morrison: Emily Yokas (I) (1999–2000)
- Nick Sandow: Joe Lombardo (2000–2002)
- Jon Seda: Matty Caffey (1999–2000)
- Darien Sills-Evans: Dr Fields (2002–)